# José Elduayen Gorriti
José Elduayen Gorriti (Madrid, 22 de junio de 1823-Madrid, 24 de junio de 1898) fue un ingeniero y político español, ministro de Hacienda durante el reinado de Amadeo I, ministro de Ultramar y ministro de Estado durante el reinado de Alfonso XII y nuevamente ministro de Estado y ministro de Gobernación durante la regencia de María Cristina de Habsburgo-Lorena. También fue gobernador civil de Madrid y gobernador del Banco de España entre 1877 y 1878.

## Biografía
Tras obtener la licenciatura en Ingeniería de Caminos, Canales y Puertos en el año 1844, dirige las obras del Ferrocarril de Langreo que se va a convertir en la tercera línea férrea inaugurada en España, tras las líneas Barcelona-Mataró y Madrid-Aranjuez, y la primera con proyecto enteramente español.

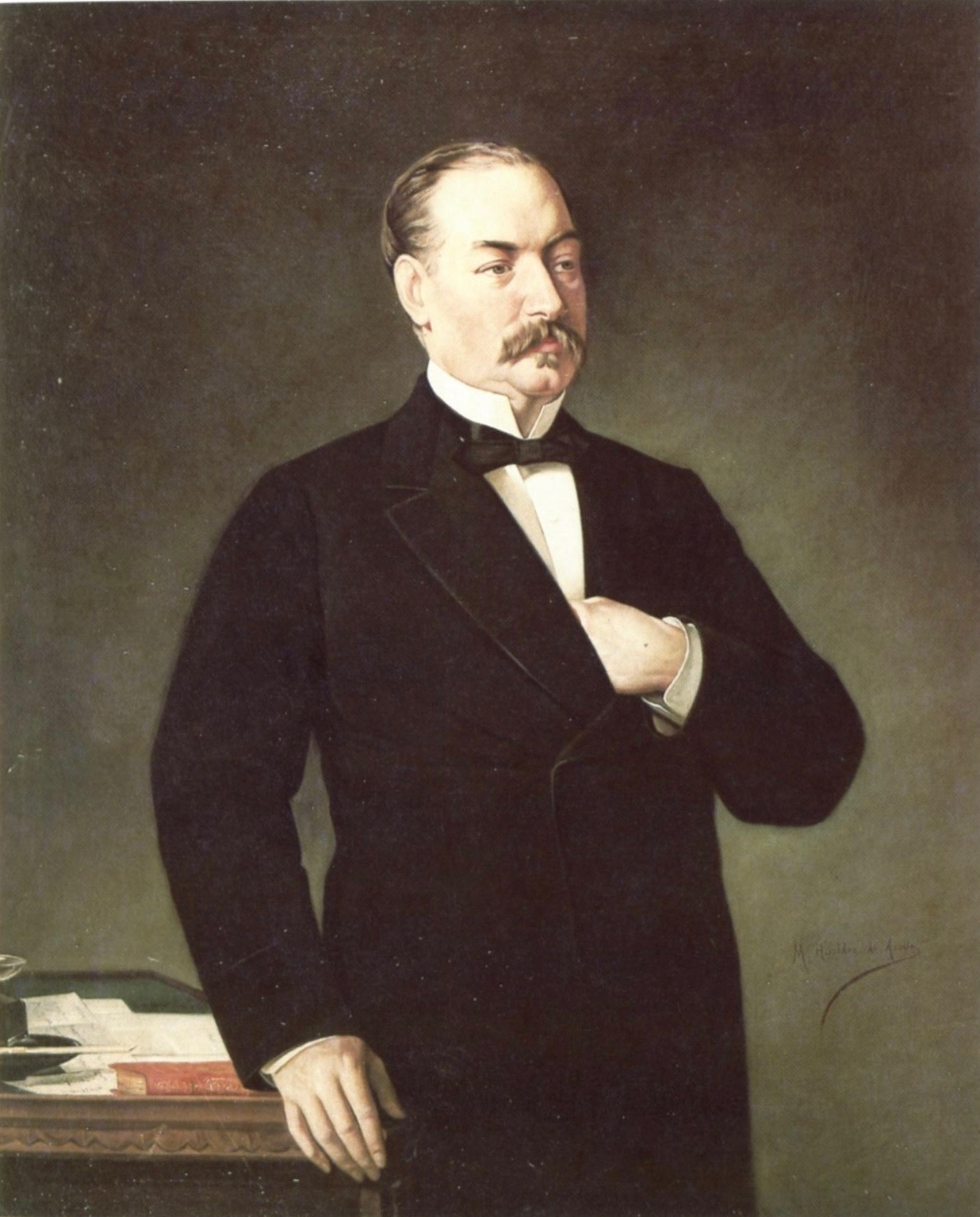
Retrato de José Elduayen Gorriti, por Marcos Hiráldez de Acosta.

Casó en primeras nupcias con María del Carmen Martínez Montenegro, hija de Francisco Javier Martínez y Enríquez, VI marqués de Valladares y en segundas nupcias con Purificación Fontán y Pérez-Palma y Marcó del Pont, nieta del vigués Buenaventura Marcó del Pont e hija de Ventura Fontán y Marcó del Pont, administrador-director del Real Sitio de El Buen Retiro y de su fábrica de porcelana, marquesa del Pazo de la Merced, fundadora del Instituto en Tortóreos y patrona del barco de la Armada Purificación Fontán. Antes de contraer su primer matrimonio, tuvo un hijo natural, Ángel Elduayen Mathé, con su prima segunda María Joaquina Mathé y Jado-Cagigal.

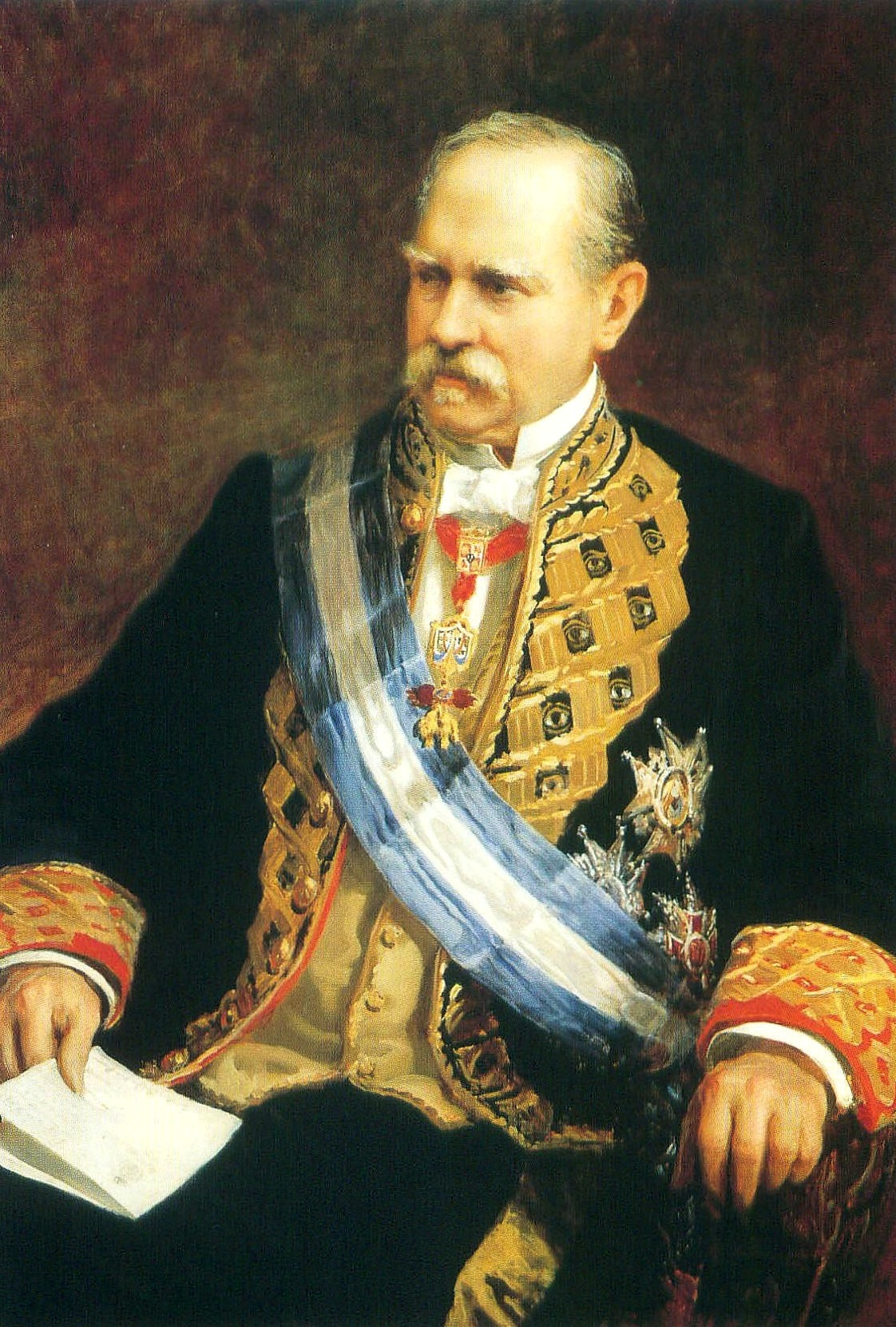
José Elduayen Gorriti, por Salvador Martínez Cubells. Finales del (Palacio del Senado de España).

Marqués del Pazo de la Merced desde 1875, militará en el Partido Conservador, con el que concurrirá a las elecciones de 1857 obteniendo un escaño en el Congreso por Vigo. En las sucesivas elecciones celebradas hasta 1879 volverá a obtener un escaño por dicha circunscripción con excepción de las elecciones de 1867. En 1878 pasará al Senado como senador vitalicio llegando a presidir la Cámara Alta entre 1896 y 1898.
Fue ministro de Hacienda entre el 26 de mayo y el 13 de junio de 1872 en un gobierno que presidiría Francisco Serrano Domínguez, ministro de Ultramar en dos ocasiones: entre el 12 de febrero de 1878 y el 7 de marzo de 1879, y entre el 9 de diciembre de 1879 y el 19 de marzo de 1880 en sendos gobiernos Cánovas destacando en esta segunda etapa la promulgación de la Ley de Abolición de la esclavitud en España que ponía fin a las prácticas esclavistas aún vigentes en Cuba. Posteriormente sería ministro de Estado hasta en tres ocasiones: entre el 19 de marzo de 1880 y el 8 de febrero de 1881, entre el 18 de enero de 1884 y el 27 de noviembre de 1885, y entre el 19 de enero y el 5 de marzo de 1896 en todas las ocasiones bajo la presidencia nuevamente de Antonio Cánovas. Finalmente, entre el 23 de noviembre de 1891 y el 25 de junio de 1892 fue ministro de Gobernación en otro gabinete Cánovas.
También fue gobernador civil de Madrid y gobernador del Banco de España entre 1877 y 1878.

## Obras
- El ferrocarril de Langreo, Gijón, 1846
- Instrucciones y reglamentos para el ferrocarril de Langreo, s. l., [1853]
- con Antonio Cánovas del Castillo et al., La oposición liberalconservadora en las Cortes Constituyentes de 1869 a 1871 (discursos), Madrid, Manuel Rivadeneyra (ed.), 1871
- con Antonio Cánovas del Castillo, La paz en Cuba (discursos), Madrid, Manuel Ginés Hernández, 1878
- La hacienda de la isla de Cuba (Discurso pronunciado por el Excmo. Señor Don José Elduayen Gorriti, Ministro de Ultramar en la sesión celebrada en el Congreso de los Diputados el día 16 de febrero de 1880), Madrid, Manuel Ginés Hernández, 1880
- Construcción del subterráneo de Conhixo en el ferrocarril de Langreo, Madrid, 1896